# ケーニギン・ルイゼ (機雷敷設艦)
| 「ケーニギン・ルイゼ」 |                                                      |
| 艦歴                   |                                                      |
| 発注                   | A.G.フルカン造船所                                   |
| 起工                   | 1913年                                               |
| 進水                   | 1913年5月8日                                         |
| 竣工                   | 1913年8月就役。1914年8月にドイツ海軍に徴用           |
| 喪失                   | 1914年8月5日戦没                                     |
| 除籍                   |                                                      |
| 性能諸元 （竣工時）    |                                                      |
| 排水量                 | 総トン数：2,150トン                                  |
| 全長                   | 94.0m                                                |
| 水線長                 | 89.0m                                                |
| 全幅                   | 12.2m                                                |
| 吃水                   | 3.3m                                                 |
| 機関                   |                                                      |
| 最大 出力              | 6,500hp                                              |
| 最大 速力              | 20.0ノット                                           |
| 航続距離               | -ノット/3,100海里                                    |
| 燃料                   | 石炭：-トン                                          |
| 乗員                   | 200名                                                |
| 兵装                   | オチキス 3.7cm（23口径）5連装回転式機砲2基 機雷200発 |

ケーニギン・ルイゼ (SS Königin Luise) は、ドイツの蒸気フェリー。ハンブルク・アメリカラインによってハンブルクとオランダ間で運航された。第一次世界大戦勃発によりドイツ海軍に徴用され、特設機雷敷設艦となった。1914年8月5日に戦没。
ケーニギン・ルイゼはフルカン・シュテッティンで1913年に起工。名称はプロイセン王妃ルイーゼ・フォン・メクレンブルク＝シュトレーリッツにちなむ。1913年5月8日に進水した。1914年8月3日にドイツ海軍により徴用され、機雷200個を搭載する特設機雷敷設艦となった。ケーニギン・ルイゼは、ハリッジとフック・ファン・ホランドとの間で運航されていたグレートイースタン鉄道の船に偽装し、1914年8月4日にエムデンから出撃した。ビーアマン艦長はテムズ川河口沖に機雷を敷設するよう命じられていた。
ケーニギン・ルイゼは夜の内に機雷敷設を完了した。だが、漁船に発見されていた。8月5日朝早く、イギリス軍ハリッジ部隊の偵察巡洋艦アンフィオンと第3駆逐群の駆逐艦が出撃し、ヘリゴラントバイトのほうへ向かった。その途中で漁船から、何かを海に投げ込んでいる正体不明の船を見かけたという情報を得た。そこで、アンフィオンと駆逐艦は調査に向かった。そして、10時25分にケーニギン・ルイゼを発見し、駆逐艦ランスとランドレールが調査に向かった。ケーニギン・ルイゼは最大速度で逃走し、雨の中に逃げ込んだ。そして、そこでも機雷敷設を行った。ランスとランドレールは追跡し、ランスが砲撃を開始した。続いてアンフィオンも接近し砲撃を開始した。ケーニギン・ルイゼは中立海域へ逃げ込もうとしたが、正確で激しい砲撃を受け艦長は自沈を命じた。ケーニギン・ルイゼは転覆し12時22分に沈没した。乗員100命中46名がイギリス軍艦艇によって救助された。ケーニギン・ルイゼは第一次世界大戦で最初に失われたドイツ海軍艦艇となった。
ケーニギン・ルイゼ沈没後も哨戒を続け、港に戻る途中にアンフィオンはケーニギン・ルイゼの敷設した機雷原に入った。8月6日6時45分と7時3分にアンフィオンは触雷し、沈没した。